# Schistochila reflexa
Schistochila reflexa là một loài rêu tản trong họ Schistochilaceae. Loài này được (Mont.) Stephani miêu tả khoa học lần đầu tiên năm 1910.